# Afrikanischer Großschuppensalmler
Der Afrikanische Großschuppensalmler (Arnoldichthys spilopterus, Syn.: Petersius spilopterus) oder auch Arnolds Rotaugensalmer ist ein etwa acht Zentimeter großer Süßwasserfisch aus der Ordnung der Salmlerartigen. 

## Merkmale
Afrikanische Großschuppensalmler erreichen eine Körperlänge von maximal 8 cm. Bei männlichen Tieren ist die Afterflosse rot-gelb-schwarz gestreift, während die Weibchen auf der Afterflosse einen schwarzen Punkt tragen. 
Flossenformel: Dorsale 2/10, Anale 3/11.

## Vorkommen
Der Afrikanische Großschuppensalmler kommt in torfhaltigen Fließgewässern in Kamerun und Lagos bis zum Nigerdelta vor. Er bevorzugt Gewässer, die einen leicht sauren pH-Wert aufweisen und Wassertemperaturen von 23 bis 28 °C.

## Lebensweise
Afrikanische Großschuppensalmler sind Carnivoren und friedfertige Schwarmfische. Sie treten in Verbänden ab etwa 10 Tieren auf. Sie sind typische Freilaicher, das heißt, sie geben im Gegensatz zu den Schaumnestbauern oder den Maulbrütern ihre Eier einfach ins freie Wasser ab. Es werden etwa 800 bis 1000 Eier, die etwa 1,2 mm groß sind, gelegt. Die Larven schlüpfen spätestens nach 36 Stunden. Die erste Zeit verbringen die Jungtiere im Schwarm.